# Будюмкан (село)
Будюмка́н (рос. Будюмкан) — село у складі Газімуро-Заводського району Забайкальського краю, Росія. Входить до складу Кактолгинського сільського поселення.

## Населення
Населення — 159 осіб (2010; 182 у 2002).
Національний склад (станом на 2002 рік):
- росіяни — 99 %